# بطولة كوينز للتنس

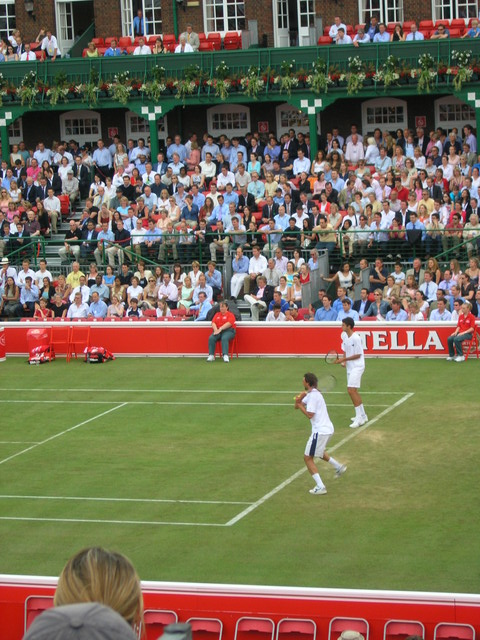
لقطة من إحدى مباريات الزوجي التي أقيمت في عام 2004

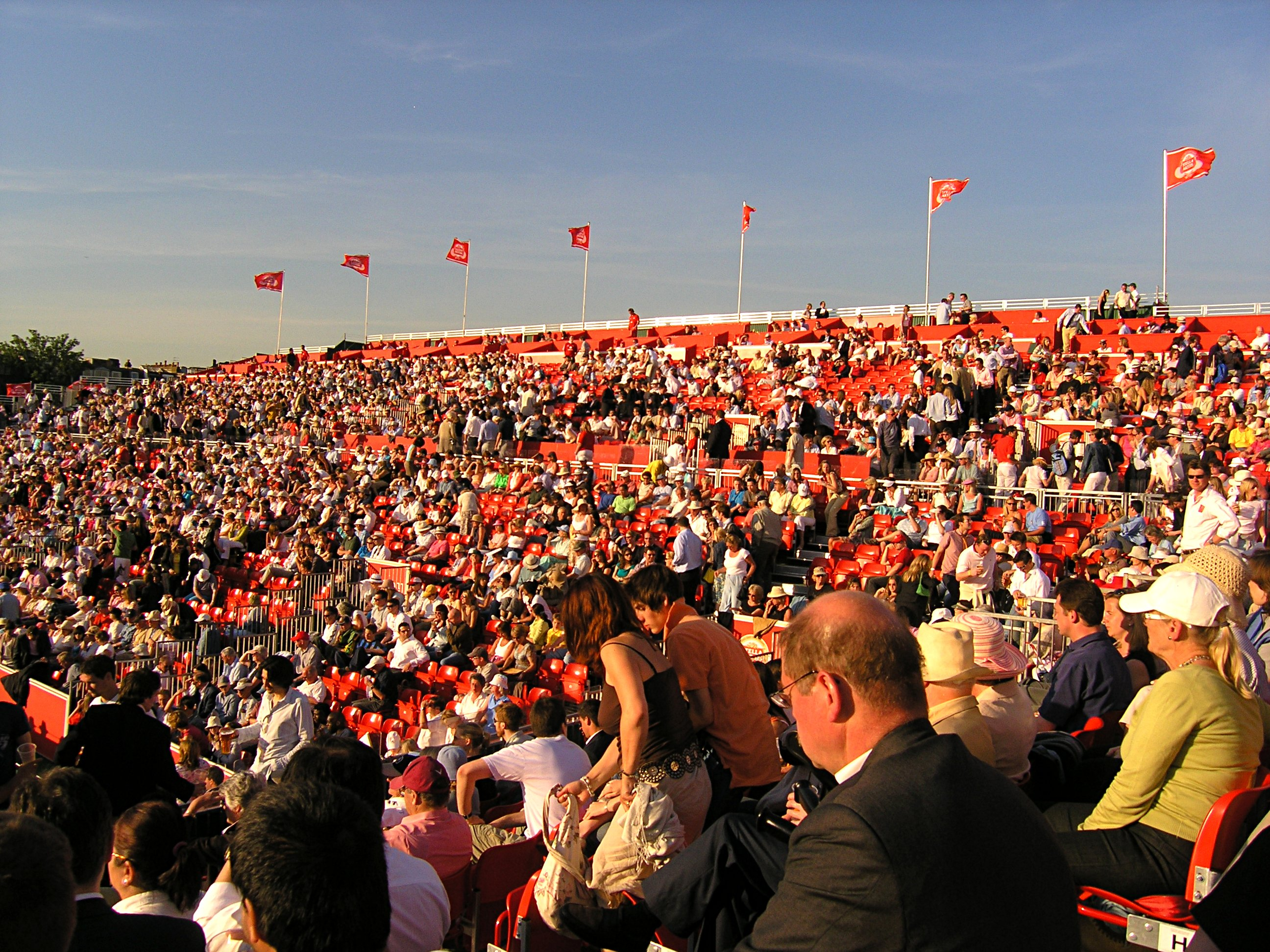
لقطة من مدرجات ملعب بطولة كوينز

بطولة كوينز للتنس بالإنجليزية (AEGON Championships)، هي بطولة كرة مضرب تقام سنوياً في نادي كوينز للتنس الواقع في كينغستون الغربية، وتقام البطولة على الأراضي العشبية، وتكون هي بمثابة بطولة تحضيرية لبطولة ويمبلدون، وهي حاليا تندرج تحت سلسلة بطولات ال250 نقطة في رابطة محترفي كرة المضرب، وتندرج حاليا تحت اسم راعي لها هو (بطولة أيغون للتنس)، وكانت تعرف باسم سابق قبل التغيير الحالي وهو (بطولة ستيلا ارتواز) وتم تغيير هذا الاسم في عام 2008.
تقام بطولة نادي كوينز في شهر يونيو من كل عام بعد أسبوع واحد من نهاية بطولة فرنسا المفتوحة، وهي واحدة من بين أربع بطولات تلعب على الأراضي العشبية في كل بطولات رابطة محترفي كرة المضرب بالإضافة لبطولة ويمبلدون الكبرى.
يذكر أن أكثر من حصد لقب هذه البطولة هما الأمريكي أندي روديك والأسترالي ليتون هيويت بأربع ألقاب لكل لاعب، ورغم أنها الأشهر من بين مثيلاتها إلا أن النجم الأول في تاريخ الأراضي العشبية روجر فيدرير كان يفضل اللعب في بطولة هاله المفتوحة التي تقام في ألمانيا سنوياً وهذا ما كان يثير الغرابة عند الكثير من النقاد الرياضيين.